# Lastovci
Lastov(nja)ci (tudi Lastovsko otočje) je skupina majhnih nenaseljenih otočkov in čeri v Jadranskem morju, ki pripadajo Hrvaški.
Lastovnjaci (Lastovci), ki jih tvori trinajst otočkov in več čeri, se razprostirajo od okoli enega do sedem kilometrov vzhodno od otoka Lastovo. Otočki, ki imajo površino okoli 0,01 km², so: Arženjak Veliki, Arženjak Mali, Češvinica, Golubinjak Mali, Golubinjak Veliki, Kručica, Lukovac Mali, Lukovac Srednji, Lukovac Gornji, Petrovac, Saplun, Stomorina, Za Barje.